# Feralpisalò
Feralpisalò war ein italienischer Fußballverein aus den beiden lombardischen Städten Salò und Lonato del Garda. Er spielte in der Saison 2023/24 in der zweitklassigen Serie B und in seiner letzten Spielzeit 2024/25 in der drittklassigen Serie C. Im Sommer 2025 wurde die Lizenz an Union Brescia übergeben und der Klub aufgelöst.

## Geschichte
Der Verein wurde im Sommer 2009 durch den Zusammenschluss der beiden Vereine der Serie D (AC Salò aus Salò und AC Feralpi Lonato aus Lonato del Garda) gegründet. Am 12. August 2009 erhielt der Klub eine Lizenz für die viertklassige Lega Pro Seconda Divisione und trat anstelle der Pistoiese, der keine Lizenz für die kommende Saison erhalten hatte, in der Gruppe A an.
Nach einem vierten Platz in der Premierensaison 2009/10 stieg Feralpisalò in der Spielzeit 2010/11 als Zweiter sowie anschließendem Erfolg in den Play-offs in die Lega Pro Prima Divisione auf. Dort gelang die drei folgenden Spielzeiten die Etablierung in der Liga. Mit Umstrukturierung des Ligensystems im Sommer 2014 wurde Feralpisalò weiterhin in der Drittklassigekeit, der Lega Pro (später Serie C), eingestuft. Nachdem Feralpisalò in den sechs aufeinaderfolgenden Spielzeiten von 2016 bis 2022 jeweils in den Play-offs um den Aufstieg gescheitert war, erfolgte in der Saison 2022/23 als Meister der Gruppe A der Aufstieg in die Serie B.
In der Zweitliga-Spielzeit 2023/24 stieg Feralpisalò jedoch wieder ab, konnte sich in der Folgesaison 2024/25 jedoch immerhin wieder für die Play-offs qualifizieren.
Im Sommer 2025 stieg Brescia Calcio aus der Serie B ab und wurde im Rahmen des Insolvenzverfahrens aufgelöst. Als Ersatz für den Traditionsklub wurde Union Brescia gegründet, das die Lizenz Feralpisalòs übernahm. Feralpisalò wurde am 17. Juli 2025 aufgelöst, während Trainer Aimo Diana und der Großteil der Spieler zu Union Brescia wechselten.

## Erfolge
- Meister der Serie C: 2022/23
- Aufstieg in die Lega Pro Prima Divisione: 2011/12

## Trainerhistorie
Die Tabelle listet alle Cheftrainer i der Historie Feralpisalòs. Bei Trainern mit mehr als einer Amtszeit sind diese ijn Klammern angegeben.
| Cheftrainer | Cheftrainer          | Cheftrainer |
| Nat.        | Name                 | Amtszeit    |
| ----------- | -------------------- | ----------- |
| Italien     | Claudio Ottoni       | 2009–2010   |
| Italien     | Claudio Rastelli     | 2010–2011   |
| Italien     | Gian Marco Remondina | 2011–2013   |
| Italien     | Giuseppe Scienza     | 2013–2015   |
| Italien     | Michele Serena (1)   | 2015        |
| Italien     | Aimo Diana (1)       | 2015–2016   |
| Italien     | Antonio Asta         | 2016–2017   |
| Italien     | Michele Serena (2)   | 2017–2018   |
| Italien     | Cesare Beggi         | 2018        |
| Italien     | Domenico Toscano     | 2018–2019   |
| Italien     | Damiano Zenoni       | 2019        |
| Italien     | Mauro Bertoni        | 2019        |
| Italien     | Stefano Sottili      | 2019–2020   |
| Italien     | Massimo Pavanel      | 2020–2021   |
| Italien     | Stefano Vecchi       | 2021–2023   |
| Italien     | Marco Zaffaroni      | 2023–2024   |
| Italien     | Aimo Diana (2)       | 2024–2025   |

## Auswahl ehemaliger Spieler
- Andrea Caracciolo, zweifacher italienischer Nationalspieler
- Marco Sau, einfacher italienischer Nationalspieler
- Frederik Sørensen, einfacher dänischer Nationalspieler